# Fibras eferentes somáticas generales

Fibras eferentes en rojo.
Esquema de un corte transversal de médula espinal.

Las neuronas eferentes somáticas generales (espinales) (GSE, somatomotoras o fibras motoras somáticas) surgen de los cuerpos celulares de las neuronas motoras en los astas ventrales o anteriores, de la sustancia gris dentro de la médula espinal. Salen de la médula espinal a través de las raíces ventrales y transportan impulsos motores al músculo esquelético a través de una unión neuromuscular.

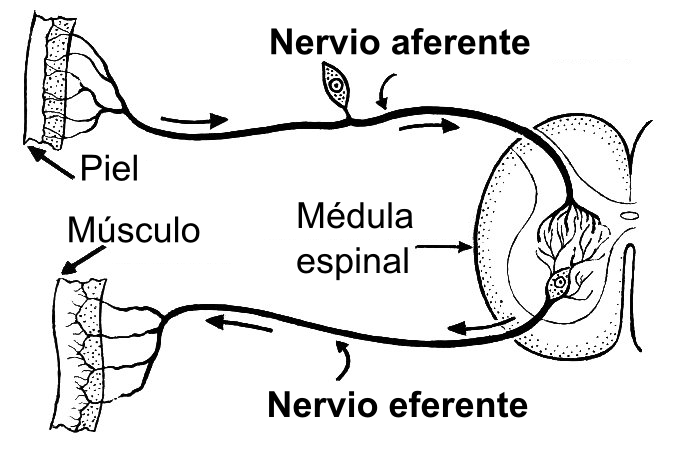
Diagrama explicativo de los recorridos eferente y el aferente

De las neuronas eferentes somáticas, existen subtipos: 
- Las neuronas motoras alfa (motoneurona α) se dirigen a las fibras musculares extrafusales.
- Las neuronas motoras gamma (motoneurona γ) se dirigen a las fibras musculares intrafusales.

Los nervios craneales también suministran sus propias neuronas eferentes somáticas a los músculos extrínsecos del globo ocular y algunos de los músculos de la lengua.